# Georg Wilhelm Friedrich Hegel
Georg Wilhelm Friedrich Hegel (ur. 27 sierpnia 1770 w Stuttgarcie, zm. 14 listopada 1831 w Berlinie) – filozof, uznawany za najważniejszego przedstawiciela idealizmu niemieckiego, pierwszego filozofa nowoczesnego, a jednocześnie ostatniego z filozofów wielkich systemów. Twórca heglizmu. Miał wpływ na wielu filozofów, m.in. na Karla Marxa.

## Życiorys
Hegel urodził się w Stuttgarcie, w Księstwie Wirtembergii. Był pierwszym synem Georga Ludwiga Hegla (1733–1799), urzędnika na dworze księcia Karola Eugeniusza, i Marii Magdaleny Luizy Hegel (née Fromm, 1741–1783). Jego przodkowie ze strony ojca pochodzili z Austrii, skąd, jako protestanci, zmuszeni byli uciec w XVI wieku. Miał dwoje młodszego rodzeństwa – siostrę Christianę i brata Georga Ludwiga, który jako oficer w wojsku Napoleona zaginął podczas kampanii rosyjskiej w 1812 roku. Wczesna śmierć matki odbiła się na jego zdrowiu fizycznym i psychicznym.
Rodzice Hegla dbali o jego edukację już od pierwszych lat życia – w wieku trzech lat został posłany do szkoły niemieckiej, a jego matka uczyła go łaciny, dzięki czemu dwa lata później mógł pójść do szkoły łacińskiej. W kolejnych latach uczestniczył w opłacanych przez ojca prywatnych lekcjach (m.in. języka francuskiego, angielskiego, geometrii) oraz uczęszczał do gimnazjum w Stuttgarcie. Czytał Shakespeare'a, Goethego, Schillera, klasyków greckich i łacińskich w oryginale, uczył się również języka hebrajskiego.
W 1788 roku rozpoczął studia teologiczne na Tübinger Stift w Tybindze. Protestanckie seminarium rozczarowało go niskim poziomem nauczania i brakiem otwartości na nowe idee. Bardziej niż teologią, Hegel interesował się literaturą starożytnej Grecji oraz oświeceniem. Niechęć do sztywnej reguły seminarium oraz szerokie horyzonty intelektualne połączyły go z Friedrichem Hölderlinem i Friedrichem Schellingiem. We trzech zamieszkali w jednym pokoju i prowadzili dyskusje na temat filozofii oraz trwającej właśnie rewolucji francuskiej.
Od 1801 wykładał na uniwersytecie w Jenie jako docent, przedstawił swoje poglądy w Phänomenologie des Geistes (Fenomenologia Ducha, 1807), potem pracował jako dyrektor gimnazjum w Norymberdze (1808–1816). Napisał wtedy Wissenschaft der Logik (Nauka Logiki, 1812–1816). W roku 1816 został profesorem w Heidelbergu, tworząc następne dzieło: Enzyklopädie der philosophischen Wissenschaften im Grundriss (Encyklopedia nauk filozoficznych w zarysie,1817, 3 wyd. 1830). W roku 1818 został powołany na stanowisko profesora do Berlina. Tu ogłosił Grundlinien der Philosophie des Rechts (Zasady filozofii prawa, 1821). Jego wykłady z filozofii historii, sztuki, religii i historii filozofii wydał Karl Ludwig Michelet pt. G.W.F. Hegel's Werke, vollständige Ausgabe durch einen Verein von Freunden des Verewigten (1832–1845, 18 t., tom 19. ukazał się w 1887). Najnowsze kompletne wydanie wszystkich dzieł Hegla wychodziło w Berlinie w latach 30. XX wieku. Zdobył za życia wielu uczniów (heglizm) i pozycję największego niemieckiego filozofa. Umarł w czasie epidemii cholery, która wybuchła w Berlinie w 1831 r.
Synem Hegla był historyk Karl von Hegel.

## Filozofia
Rozbicie przez Kanta bytu na zjawisko poznawalne i na niepoznawalną rzecz samą w sobie wywołało sprzeciw w systemach absolutnych Fichtego, Schellinga i Hegla. Myślicielom tym chodziło o nawiązanie realnego poznawalnego związku z absolutem. Dedukcja zróżnicowanych zjawisk i form z nieokreślonego ja u Fichtego i z bezjakościowego, obojętnego absolutu u Schellinga, nie zadowala, podobnie jak dedukcja określonych mnogich z nieokreślonej jednej substancji u Spinozy. Zjawia się ostatnie i najwyższe zadanie idealizmu: jednoznaczna dedukcja zjawisk z absolutu. Aby to spełnić, musi absolut z nieokreślonego stać się określonym. To zadanie postawił sobie Hegel.
Jest on przekonany, że dedukcja się uda, jeśli pojmiemy absolut jako ducha, rozwijającego się z siebie. Takie ma znaczenie jego twierdzenie, że substancja musi stać się podmiotem. Zasadniczą tezą filozofii idealistycznej jest, że poznanie pojęć musi iść poprzez organizację ducha, umysłu. Umysł ten, ograniczony u Kanta tylko do rodzaju ludzkiego, spowodował rozbicie bytu na zjawisko i rzecz samą w sobie. U Hegla stwierdzamy tożsamość myślenia i bytu, powracamy do zdecydowanego racjonalizmu, nie nieokreślonego jasno jak przed Kantem, ale uświadomionego i świadomego swego znaczenia i swych konsekwencji. Świat jest historią rozwoju absolutnego ducha, który mając puste pojęcie samego siebie w logice metafizycznej, przechodzi poprzez etap uzewnętrznienia się w świecie zewnętrznym do pełnej świadomości absolutnego ducha.
Tu spotyka się z metodą dialektyczną, zapoczątkowaną w starożytności przez Platona, a rozwiniętą przez idealistyczny romantyzm niemiecki. Istotą rzeczywistości i prawdy jest sprzeczność. Jest ona równoznaczna z pojęciem zmiany, stawania się, wieczną pamięcią nieskończonego zadania. Twierdzenie, przeczenie, synteza, oto prawdziwe życie rzeczywistości i prawdy. Tak rozwija się duch, tak rozwija się indywiduum, tak rozwija się natura. Rzeczywistość i prawda, to nieustannie dokonująca się synteza wiecznych sprzeczności. Każde pojęcie zawiera w swej istocie własne zaprzeczenie, z czego wynika poznawcza tendencja do wytworzenia wyższej syntezy, która znów z kolei jest twierdzeniem, zawierającym w sobie własne zaprzeczenie. Jest to jednak nie tylko dialektyka filozoficznego myślenia, ale jest to też rozwój rzeczywisty świata, jest to akord ducha, który wyraża się w świecie, by wyzwolić się do pełnej świadomości. Stałe etapy tej drogi to kategorie myślenia i rzeczywistości. Rozwój dialektyczny pojęcia jest zarazem rozwojem logiki i metafizyki. Z dialektycznej metody Hegla wynika jego zasadniczy podział systemu własnej filozofii.

### System nauki
Hegel zamierzał zbudować całkowity system nauki, pojmując go jako całościową, a więc jedyną możliwą formę przedstawiania prawdy w nauce. „Prawda jest całością. Całością zaś jest tylko taka istota, która dzięki swemu rozwojowi dochodzi do swojego ostatecznego zakończenia”. System filozofii Hegla składać się miał z trzech części:
- logika – nauka o idei w sobie i dla siebie w jej całkowitej abstrakcji, składająca się z logiki subiektywnej (zajmującej się teorią bytu i wiedzy) oraz logiki obiektywnej (zajmującej się teorią pojęć). Poznanie ducha w sobie, jego konieczności w dialektycznym rozwoju, zawiera logika; w niej znajdujemy zasadniczą strukturę systematyczną, którą odnajdziemy łatwo w następnych fazach;
- filozofia przyrody – nauka o idei w jej innobycie (którą podzielił na mechanikę, fizykę i organikę). Obejmuje poznanie ducha w swej swoistości, ducha dla siebie.
- filozofia ducha – nauka o idei, która powraca z innobytu do siebie. Synteza form poprzednich w sobie i dla siebie, zawiera pełną świadomość dokonanego przejścia. W obrębie każdej fazy rozróżnia się 3 rodzaje form duchowych. Są to: Duch subiektywny, Duch obiektywny i Duch absolutny.

### Filozofia ducha

#### Duch subiektywny
Podstawową kategorią filozofii Hegla jest duch (świadomość), który wyobcowuje się i ponownie się jedna ze sobą. Poprzez filozofię duch poznaje samego siebie jako podmiot i jako substancję. Podstawą poznania i jednocześnie podstawą rzeczywistości jest dialektyka. Podstawowa reguła dialektyki heglowskiej jest następująca: „Każda teza zawiera już w sobie antytezę, obydwie zaś zostają zniesione w syntezie”. Mimo tego zniesienia, synteza zapośrednicza w sobie zarówno tezę, jak i antytezę.
Duch subiektywny występuje w trzech różnych formach:
- duch wyłaniający się z przyrody i określony w sposób bezpośredni (badany przez antropologię);
- świadomość przeciwstawiająca się zastanej przyrodzie (badana przez fenomenologię);
- duch odnoszący się do własnych określeń (poznawany przez psychologię).

Fenomenologia ducha opublikowana w 1807 roku za etapy drogi świadomości do wiedzy absolutnej uważa:
- samowiedzę
- rozum
- ducha
- religię i wiedzę

Ten proces poznania będzie miał kres, gdy pojęcie przedmiotu odpowiadać będzie przedmiotowi pojęcia. Forma subiektywna albo indywidualna ducha mówi nam o drodze jaką przebywa dusza ludzka, idąc od swych źródeł jako entelechii ciała organicznego aż do swego kresu, do świadomości identyczności z najwyższym duchem.

#### Duch obiektywny
Duch obiektywny przekracza subiektywność, aby kształtować świat zewnętrzny zgodnie ze swoją wolą. Wytworem ducha obiektywnego jest prawo. Hegel opracował szczegółowo swoją filozofię prawa. Jej charakterystycznym uogólnieniem były słowa: „Co jest rozumne, jest rzeczywiste; a co jest rzeczywiste jest rozumne”. Ta zasada została przyjęta za pośrednictwem tzw. prawicy heglowskiej (staroheglizmu) jako półoficjalne hasło konserwatystów w państwie pruskim, sankcjonujące istniejący stan rzeczy, z kolei lewica heglowska (młodoheglizm) interpretowała to samo zdanie w ten sposób, że jeśli coś nie jest rozumne, nie jest też rzeczywiste, wyciągając stąd rewolucyjne wnioski dotyczące ustroju – nieracjonalny ustrój powinien ulec zniesieniu. Sam Hegel nie uważał państwa pruskiego za ucieleśnienie rozumności: rzeczywiste dla niego były nie byty historyczne, w rodzaju określonego państwa, ale wieczna teraźniejszość, która trwa zawsze i zawiera w sobie całą zniesioną przeszłość.
Prawo składało się według Hegla z trzech części:
- prawa abstrakcyjnego – zewnętrznej, obiektywnej formy
- moralności – subiektywnego odczucia, wewnętrznego przekonania
- etyki – zjednoczenia sfery subiektywnej i obiektywnej w postaci rodziny, społeczeństwa cywilnego[7] i państwa, stanowiącego gwarancję wolności

Historia ludzkości jest historią triumfu wolności, z powodu wzajemnej zależności ludzi. Stan pierwotny – niewolnictwo – generuje potrzebę wolności, dzięki której zostaje obalone. Historia toczy się przechodząc z jednego stanu – tezy – w jego przeciwieństwo, czyli antytezę. W rezultacie wyłania się synteza, która staje się sama tezą. Ten proces jest jednak rozumny.
Forma obiektywna albo zbiorowa jest ucieleśnieniem ducha w życiu społecznym. Tu należą wszystkie instytucje społeczne, sposoby normowania i wyrażania wspólnego życia, jednym słowem wszystko czym się zajmuje socjologia. Istota obiektywnego ducha rozwija się przez legalność, moralność i obyczajność. Legalność jest poprawnością tylko zewnętrzną, moralność postępowaniem uzgodnionym wewnętrznie, obyczajność jest społecznym życiem według norm etycznych, a zatem syntezą zewnętrznej legalności i wewnętrznej moralności. Realizacją tej syntezy jest państwo. Hegel stworzył nowatorską abstrakcyjną koncepcję państwa opartą na krytyce klasycznej republikańskiej teorii umowy społecznej. Historia jest pamięcią rozwoju ducha obiektywnego.

#### Duch absolutny
Duch absolutny konstytuuje się dzięki tożsamości wiedzy o sobie i przejawia w trzech formach: sztuce, objawionej religii oraz formie pojęciowej w filozofii.
Twórczość artystyczna, twórczość religijna i twórczość filozoficzna, są różnymi wyrazami jednego i tego samego ducha absolutnego. Piękno jest zupełną identycznością zjawiska i absolutu (są to hasła romantyzmu i neoplatonizmu). Jedność zjawiska i idei rozwija się w trzech formach:
- symbolicznej, przedstawiającej ideę w zjawisku
- klasycznej, przedstawiającej jedność zjawiska i idei w sposób naiwny
- romantycznej, która w sposób świadomy wyrównuje uświadomioną przepaść między zjawiskiem a ideą

Twórczość religijna wychodzi z religii naturalnej i poprzez religię duchowej indywidualności dochodzi do najwyższej formy, religii chrześcijańskiej.
Sztuka jest przejawem ducha absolutnego w zmysłowej formie, piękno stoi pośrodku między zmysłowością jako taką i czystym myśleniem. Filozofia ma za zadanie ujmować w myślach własną epokę oraz człowieka i dzięki temu samopoznaniu odkryć swoją tożsamość z religią chrześcijańską, która zdaniem Hegla odpowiada w pełni treści prawdziwej filozofii. Poznanie Boga stanowi ostateczny cel filozofii, albowiem Człowiek zna Boga tylko w takim stopniu, w jakim Bóg w człowieku poznaje samego siebie.
Rozwój pojęć filozoficznych jest określony wedle założenia Hegla podwójną koniecznością:
1. ogólnej struktury kategorialnej logiki,
2. powszechnej struktury czasowej ogólnej świadomości ludzkiej.

Te dwie zasady stanowią o możliwości naukowego traktowania historii filozofii. Nie jest ona zsypiskiem różnych ciekawostek filozoficznych, ale współczesną świadomością dokonanego rozwoju filozoficznego.

### Wpływ Hegla na Marxa
Filozofia Hegla jest kluczowa dla zrozumienia dalszego rozwoju niemieckiej filozofii, w tym myśli Karla Marxa. Trzy pojęcia heglowskie: alienacja, uprzedmiotowienie (reifikacja) i rozwiązanie sprzeczności stanowią punkt wyjścia filozofii marksistowskiej. Alienacja oznacza pozostawanie w stanie konfliktu z innymi ludźmi, który rozgrywa się także w ich wnętrzu. Prowadzi ona do uprzedmiotowienia: człowiek postrzegając społeczeństwo, prawo i porządek moralny jako antagonistyczne siły zaczyna traktować ludzi i społeczeństwo jako „przedmioty”. Według Hegla człowiek może rozwiązać tę sprzeczność, kiedy zda sobie sprawę, że stał się obcym w stworzonym przez siebie świecie i wkroczy na drogę budowania samoświadomości. Marx uzna alienację i reifikację relacji międzyludzkich za produkt kapitalizmu, a rozwiązanie tej sprzeczności zobaczy w rewolucji socjalistycznej. Heglowskie społeczeństwo cywilne zostało zaadaptowane przez Marxa jako ekonomiczna baza.

### Hegel a empiryczne przyrodoznawstwo
Według rozpowszechnionej opinii Hegel krytykował lub korygował treściowo współczesne mu empiryczne przyrodoznawstwo. Zdaniem Władysława Tatarkiewicza filozofia Hegla nie liczyła się z faktami i osiągnięciami nauki; gdy zarzucono mu, że jedna z jego koncepcji astronomicznych nie zgadza się z przyrodą, miał odpowiedzieć: „Tym gorzej dla przyrody”. Wbrew temu Hans-Dieter Mutschler zaprzecza takiej postawie Hegla, a przynajmniej przeczy jej występowaniu w Encyklopedii nauk filozoficznych. Hegel stwierdza w Encyklopedii (II, § 246): „Filozofia musi nie tylko współbrzmieć z doświadczeniem przyrody, lecz powstanie i tworzenie nauki filozoficznej posiada jako założenie i warunek fizykę empiryczną”.

### Hegel po polsku
Najważniejszym polskim tłumaczem i komentatorem Hegla był Adam Landman. Heglizm był doktryną, której oddziaływanie miało szeroki zasięg, w tym także w Polsce, szczególnie w kręgu myślicieli związanych z mesjanizmem. W wykładach Hegla w Berlinie uczestniczył Adam Mickiewicz. Interesowali się heglizmem Słowacki i szczególnie Zygmunt Krasiński, echa idei Hegla odnaleźć można w twórczości Norwida. Hegel wywarł duży wpływ na takich filozofów jak: Józef Maria Hoene-Wroński, Bronisław Trentowski, Karol Libelt, Józef Kremer, August Cieszkowski.

## Recepcja
Na wczesnej recepcji filozofii Hegla za jego życia zaważył fakt, że w młodości pozostawał w cieniu swojego kolegi ze studiów, Schellinga, którego myśl z początku rozwijał. Choć zaznaczył swoją autonomię jeszcze w okresie jenajskim, to przez wiele lat bywał krytykowany za to, co napisał Schelling. Dopiero w ostatnim, berlińskim okresie życia został rozpoznany przez szersze kręgi jako samodzielny myśliciel; wtedy zyskał sławę, a na jego wykłady przyjeżdżali słuchacze z całej Europy. Już wówczas uchodził za filozofa wybitnego, ale trudnego – niektórzy twierdzili, że z jego wykładów nie można nic zrozumieć. Sporą popularnością cieszył się również wśród studentów polskich. Jak pisał Józef Kremer: 
Dla młodzieży uczącej się Hegel był jakby półbożkiem; zwłaszcza już Polonia nasza cisnęła się około katedry jego, niby koło wielkiego ołtarza mądrości […] Mnóstwo młodzieńców naszych, zwłaszcza z Księstwa Poznańskiego, bawiło naówczas na naukach w Berlinie, oni też stanowili prawie połowę słuchaczów Hegla, zajmowali gęstym zastępem większą część ław na wykładach jego. Kto z naszych nie chodził na prelekcje Hegla, był arcyrzadkim wyjątkiem, stawał się poniewierką ziomków, bo go uważali za głowę tępą, z której kraj nie doczeka się wielkiej pociechy. Panowała moda, prawie mania, aby nie tylko o rzeczach ważnych, ale nawet o drobiazgach rozprawiać formułkami spekulacyjnymi Hegla.
Na kilku wykładach pojawił się również Adam Mickiewicz, podczas krótkiej wizyty w Berlinie w czerwcu 1829 roku. Później w listach dał wyraz swojemu rozczarowaniu: "Chadzam na Hegla. Dwie lekcje zajęła różnica między Vernunft i Verstand. […] Człowiek, który tak niejasno mówi i tak się męczy przez caluteńką godzinę, by rozjaśnić znaczenie dwóch pojęć, pewnie się sam nie musi rozumieć". Na tę opinię mógł mieć wpływ fakt, że poeta był rozczarowany postawą rodaków, których bardziej interesowała pruska filozofia, niż sprawa polska. Z czasem jednak zrewidował swój stosunek do Hegla, głównie pod wpływem dyskusji ze Stefanem Garczyńskim.
Dobra sława Hegla trwała jeszcze parę lat po jego śmierci w 1831 roku, ale z czasem zaczęła narastać niechęć do jego filozofii. Powstał fałszywy mit Hegla-Prusaka, zarzucano mu konformizm polityczny, afirmację zastanego stanu rzeczywistości i popieranie pruskiego reżimu. Według późniejszych badaczy było to wynikiem nieporozumienia: pruski rząd faktycznie protegował filozofa, ponieważ obawiano się wówczas narastających wśród młodzieży nastrojów nacjonalistycznych. Po klęsce w wojnach napoleońskich trwała ożywiona dyskusja nad nowym kształtem państw niemieckich, prawodawstwem i tożsamością narodową – powstawały stowarzyszenia studenckie, Burschenschafty, postulujące powrót do "autentycznej niemieckości", nawiązujące do imaginarium krzyżackiego, podważające porządek panujący w Europie po kongresie wiedeńskim; w 1817 roku miało miejsce spotkanie na zamku Wartburg, podczas którego palono niepatriotyczne książki i wygłaszano antysemickie przemowy, a dwa lata później jeden ze studentów zamordował Augusta von Kotzebuego, podejrzewanego o szpiegostwo. Hegel sprzeciwiał się tym nastrojom, ponieważ przez całe życie był zwolennikiem rewolucji francuskiej i Napoleona. Rząd, pomimo różnicy motywacji, uznał filozofa za sojusznika w tej sprawie; dodatkowo Hegel wiązał pewne nadzieje z monarchią pruską w związku z możliwością rozwoju świeckiej myśli (a nowoutworzony uniwersytet berliński powszechnie uchodził za azyl dla myśli liberalnej). Wszystko to doprowadziło do późniejszego błędnego przekonania, że Hegel podporządkował swoją filozofię bieżącym interesom politycznym (pisał o tym m.in. Rudolf Haym w pracy Hegel und seine Zeit).
Hegel był krytykowany przez Karla Poppera, m.in. za rzekome wspieranie reżimu państwa pruskiego. Późniejsi obrońcy Hegla uznawali ową krytykę za niesprawiedliwą; zdaniem Petera Antona von Arnima Hegel jednoznacznie sprzeciwiał się rasizmowi i niewolnictwu. Według filozofa Terry'ego Pinkarda nie cieszył się też szczególną sympatią ówczesnego króla pruskiego Fryderyka Wilhelma III. Opowiadał się za liberalnym parlamentaryzmem, niezależnie od tego, czy ustrój państwa miałby być demokracją, czy monarchią, choć rzeczywiście faworyzował tę ostatnią.

## Polskie wydania prac Hegla
- Wykłady z filozofji dziejów (tłum. Adam Zieleńczyk, Gebethner i Wolff, Warszawa 1919);
- Wykłady z filozofii dziejów (tłum. Adam Landman razem z Januszem Grabowskim, PWN, Biblioteka Klasyków Filozofii, Warszawa 1958);
- Fenomenologia ducha (tłum. Adam Landman, PWN, Biblioteka Klasyków Filozofii, Warszawa 1963);
- Wykłady o estetyce (tłum. Adam Landman razem z Januszem Grabowskim, PWN, Biblioteka Klasyków Filozofii, Warszawa 1964);
- Nauka logiki (tłum. Adam Landman, PWN, Biblioteka Klasyków Filozofii, Warszawa 1967);
- Zasady filozofii prawa (tłum. Adam Landman, PWN, Biblioteka Klasyków Filozofii, Warszawa 1969);
- Encyklopedia nauk filozoficznych (tłum. Światosław Florian Nowicki, PWN, Biblioteka Klasyków Filozofii, Warszawa 1990);
- Ustrój Niemiec i inne pisma polityczne (tłum. Marcin Poręba i Aleksander Ochocki, Wydawnictwo Spacja, Warszawa 1994);
- Życie Jezusa (tłum. Marek Siemek, [w:] Georg Wilhelm Friedrich Hegel, Sigmund Freud Życie Jezusa. Mojżesz i monoteizm, Czytelnik, Warszawa 1995);
- Pisma wczesne z filozofii religii (tłum. Grzegorz Sowiński(inne języki), Społeczny Instytut Wydawniczy „Znak”, Kraków 1999);
- Fenomenologia ducha (tłum. Światosław Florian Nowicki, Aletheia, Warszawa 2002);
- Wykłady z historii filozofii (tłum. Światosław Florian Nowicki, PWN, Biblioteka Klasyków Filozofii, 3 t., Warszawa 1994–2002; wyd. II: 2013);
- Wykłady z filozofii religii (tłum. Światosław Florian Nowicki, PWN, Biblioteka Klasyków Filozofii, 2 t., Warszawa 2006–2007);
- Filozofia sztuki albo estetyka (tłum. Marcin Pańków, PWN, Biblioteka Klasyków Filozofii, Warszawa 2021).